# Сирбі (Феркаша, Марамуреш)
Сирбі (рум. Sârbi) — село у повіті Марамуреш в Румунії. Входить до складу комуни Феркаша.
Село розташоване на відстані 409 км на північний захід від Бухареста, 19 км на південний захід від Бая-Маре, 92 км на північ від Клуж-Напоки.

## Населення
За даними перепису населення 2002 року у селі проживали 514 осіб, з них 513 осіб (99,8%) румунів. Усі жителі села рідною мовою назвали румунську.